# 20901 Mattmuehler
20901 Mattmuehler este un asteroid din centura principală de asteroizi.

## Descriere
20901 Mattmuehler este un asteroid din centura principală de asteroizi. A fost descoperit pe 1 decembrie 2000 la Socorro, New Mexico, în cadrul proiectului LINEAR. Asteroidul prezintă o orbită caracterizată de o semiaxă mare de 2,37 ua, o excentricitate de 0,12 și o înclinație de 6,3° în raport cu ecliptica.